# Безсмертки однорічні
Безсме́ртки однорі́чні (Xeranthemum annuum) — регіонально рідкісна однорічна рослина родини айстрових, відома під народними назвами безсме́ртка, воло́шка, несмерте́льник, скаженю́ха. Декоративна і лікарська культура.

## Опис
Трав'яниста рослина заввишки 20-70 см. Стебла прямостоячі, тонкі, павутинно-шерстисті, розгалужені. Листки завдовжки 2-6,5 см, завширшки 0,4-0,7 см, чергові, сидячі, нижні вузьколанцетні, верхні — лінійні, інколи складені, цілокраї, густо запушені білими волосками. Суцвіття — поодинокі кошики, що складаються зі 100—120 квіток кожен. Язичкові квітки у суцвітті маточкові, неплодущі; трубчасті — двостатеві, плодущі, фіолетові. Обгортка суцвіття дзвоникоподібна; її листочки голі, зовнішні — яйцеподібні, тупі, білі; внутрішні — лінійно-ланцетні, рожеві, бузкові або білі. Плід — сім'янка завдовжки 4-6 мм з чубком з 5 плівок.

## Поширення та екологія
Безсмертки однорічні розповсюджені у Центральній, Південній та Східній Європі, а також на Кавказі та в Західній Азії, зокрема в Ірані, Лівані, Сирії. В Україні зростає переважно в степових районах, а також трапляється на півдні лісостепової зони, у передгір'ях Криму і Карпат. Далі на схід ареал поширюється до понизь Дону і Волги. В горах поширений до висоти 800 м над рівнем моря. Загалом цей вид не є рідкісним, хоча в Чехії та Словаччині визнаний таким, що знаходиться під загрозою знищення.
Це світлолюбна, посухостійка рослина. Звичними біотопами цього виду є добре освітлені степові схили, виноградники, відслонення крейди, вапняку. Безсмертки однорічні ростуть на помірно родючих, нейтральних, проникних, особливо піщаних ґрунтах. В різних частинах ареалу цвітіння триває з квітня по вересень. Квіти запилюються комахами. Плоди дозрівають в серпні — вересні. Насіння поширюється мурахами (мірмекохорія).

## Застосування
Рослина декоративна, невибаглива до умов вирощування. Безсмертки однорічні часто висаджують у квітниках, посів здійснюють у березні, коли температура перевищить 10 °C. Крім того, цей вид використовують для складання сухих букетів. Щоб засушені рослини мали привабливий вигляд, їх слід зрізати у напіврозквітлому стані і підвішувати суцвіттями донизу. Для збереження кольору обгорток рекомендується до сушіння обкурювати рослини сіркою.
Водний настій квітучої надземної частини в народній медицині застосовували при зниженні кислотності шлункового соку, як жовчогінний при холециститі, як седативний при зубному болю.

## Синоніми
- Centaurea dubia S.G.Gmel. ex Steud.
- Xeranthemum annettae Kalen.
- Xeranthemum annuum subsp. annettae (Kalen.) Holmboe
- Xeranthemum annuum var. annuum
- Xeranthemum annuum subsp. annuum[1]